# 洛林 (佛羅里達州)
洛林（英語：Lorraine）是位於美國佛羅里達州馬納提縣的一個非建制地區。該地的面積和人口皆未知。

## 地理
洛林的座標為27°25′55″N 82°23′43″W / 27.43194°N 82.39528°W，而該地的平均海拔高度為12米（即39英尺）。